# Lercoul
Lercoul (okzitanisch: Lercol) ist eine französische Gemeinde mit 14 Einwohnern (Stand: 1. Januar 2022) im Département Ariège in der Region Okzitanien (vor 2016: Midi-Pyrénées). Die Gemeinde gehört zum Arrondissement Foix und zum Kanton Sabarthès. Die Bewohner nennen sich Lercouliens.

## Geografie
Lercoul liegt etwa 21 Kilometer südsüdwestlich von Foix im Regionalen Naturpark Pyrénées Ariégeoises an der Grenze zu Andorra. Umgeben wird Lercoul von den Nachbargemeinden Illier-et-Laramade im Norden, Siguer im Osten, Ordino (Andorra) im Süden, Auzat im Südwesten und Westen, Val-de-Sos im Westen sowie Vicdessos im Westen und Nordwesten.

## Bevölkerungsentwicklung

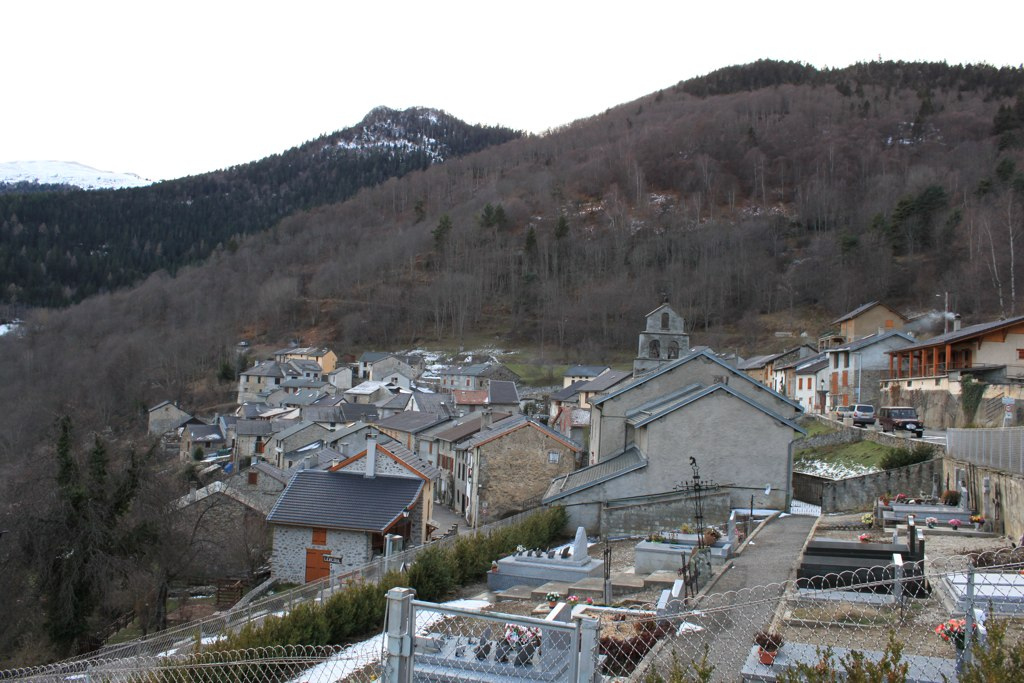
Kirche Saint-Martin

| Jahr                       | 1962 | 1968 | 1975 | 1982 | 1990 | 1999 | 2006 | 2019 |
| Einwohner                  | 13   | 8    | 5    | 19   | 21   | 18   | 34   | 16   |
| Quellen: Cassini und INSEE |      |      |      |      |      |      |      |      |